# 예천 함취정
예천 함취정(醴泉 咸聚亭)은 대한민국 경상북도 예천군에 있는 조선시대의 건축물이다. 2017년 3월 13일 경상북도의 문화재자료 제654호로 지정되었다.

## 지정 사유
함취정이 소재한 맞질마을은 영남지역의 대표적인 동성촌(同姓村)이며, 함취정은 정자이면서 조선 초·중기 영남사림을 대표하는 권의(權檥), 권장(權檣), 권욱(權旭) 3인을 향사하는 제향적 기능도 동시에 가지고 있다는 점과 초기 건립의 목적과 별개로 후대로 가면서 제향 공간으로 기능이 확장되어가는 중·후기 조선시대 누정 건축의 특징적인 모습을 알 수 있는 자료로서 중요한 가치가 있는 점 등 문화재로 지정되어 보존되어야 할 가치가 있다고 판단되어, 문화재자료로 지정하기로 한다.

## 세부 내역
| 번호  | 명칭                      | 재료 | 구조·형식·형태   | 규격               | 수량 | 기타특징 |
| ----- | ------------------------- | ---- | ---------------- | ------------------ | ---- | -------- |
| 186호 | 예천 함취정 (醴泉 咸聚亭) | 1棟  | 1棟              | 1棟                | 1棟  | 1棟      |
| 186호 | 함취정                    | 목조 | 홑처마, 팔작지붕 | 정면 3칸, 측면 2칸 | 1棟  |          |

## 참고 문헌
- 예천 함취정 - 국가유산청 국가유산포털